# 우인열
우인렬(禹仁烈, 1337년 ~ 1403년)은 고려 말 조선 초의 무신이다. 본관은 단양(丹陽)이다. 고려조에 홍건적과 왜구를 격퇴하는 공을 세우고 문하찬성사(門下贊成事)에 이르렀다. 조선 개국원종공신(開國原從功臣)에 녹훈되고, 판삼사사(判三司事)에 이어 검교좌정승(檢校左政丞)에 이르렀다. 시호는 정평(靖平)이다.

## 생애
고려조에 도평의 녹사(都評議錄事)로 출신(出身)하였다. 1359년(공민왕 8) 홍건적이 침입했을 때 공을 세워 감찰어사(監察御史)가 되고, 1372년 제주체찰사가 되었으며, 1373년에 판선공시사(判繕工寺事)가 되었다.
1375년(우왕 1) 응양군(鷹揚軍) 상호군(上護軍)으로 임명되었고, 1377년 경상도 원수(元帥) 겸 합포(合浦) 도순문사(都巡問使)로 나가 왜구를 토벌하였다.
1378년 경상·양광·전라 삼도도체찰사(三道都體察使)로 나가 왜적과 싸우다가 화살을 맞았으나 역전하여 대파한 후 사람을 보내어 승전보를 올리니 우왕이 술과 안장 얹은 말을 내려주었다.
1379년 지문하성사(知門下省事)가 되어 경상도 상원수(上元帥) 겸 도순문사(道巡問使)로 나가 합포(合浦)로 침구해 온 왜적을 격퇴하니 우왕이 다시 옷과 술을 내려주었다. 왜적이 울주(蔚州)·청도(淸道)·밀양(密陽)·자인(慈仁)·언양(彦陽) 등지로 침구하자 배극렴·하을지·오언(吳彦)과 합세해 울주에서 싸워 열 명의 목을 베고 적선 일곱 척을 노획했다. 울주로 침입한 적이 벼를 베어 군량을 마련한 후 기장(機張)까지 침구하자 우인열은 군사를 모아 동래(東萊)에서 야간 전투를 벌여 일곱 명을 목 베었다. 또 배극렴·박수경(朴修敬)·오언 등과 함께 사주(泗州)에서 왜적을 대파해 140여 명을 죽이거나 사로잡으니 우왕이 전리판서(典理判書) 정남진(鄭南晋)을 보내 우인렬을 비롯한 장수들에게 술을 내려주었다. 왜적이 다시 반성현(班城縣)으로 침구한 후 대산(碓山) 꼭대기에 올라가 목책을 세우고 수비하자 우인렬이 박수경·오언(吳彦)과 함께 포위 공격해 서른 네 명의 목을 베었다. 이후 찬성사상의(贊成事商議)로 승진하였다.
1385년 서북면도순문사가 되었고, 1387년에는 문하평리 상의(門下評理商議)로서 한양산성(漢陽山城)의 수축과 전함의 수리를 감독했으며, 1388년(창왕 즉위)에 문하찬성사(門下贊成事)로서 정당문학(政堂文學) 설장수(偰長壽)와 함께 명나라에 들어가서 창왕의 습위(襲位)를 알렸다.
1390년(공양왕 2) 계림윤(鷄林尹)이 되었으나, 김저(金佇)의 옥사(獄事)에 연루되었다는 대간의 탄핵을 받아 청풍군(淸風郡)으로 유배되었다가 곧 풀려났으나, 다시 윤이(尹彛)·이초(李初)의 무고 때문에 청주옥에 갇혔다가 이듬해 석방되었다.
1392년 조선 개국 후 문하시랑찬성사(門下侍郎贊成事)로서 사은사가 되어 명나라에 갔다가 이듬해 귀국해 판개성부사가 되었으며, 개국원종공신(開國原從功臣)에 올랐다.
1395년(태조 4)에는 개성유후사유후(開城留後司留後)가 되고, 1400년(정종 2) 판승녕부사(判承寧府事)에 이어 판삼사사(判三司事)로서 정조사(正朝使)가 되어 명나라에 다녀왔고, 1401년(태종1)에는 사은사로 명나라에 다녀왔다.
1403년 검교좌정승(檢校左政丞)에 승진되었는데, 병으로 집에서 졸하니, 나이가 67세였다. 부음이 들리매 태종은 조회를 3일 동안 정지하고, 치제(致祭)하였으며, 시호를 정평(靖平)이라 하였다.
우인렬은 관후(寬厚)하고 충직(忠直)하여, 일찍이 합포 원수(合浦元帥)가 되어 역전(力戰)하여 적을 물리쳤고, 전후(前後)로 경사(京師)에 입조(入朝)한 것이 무릇 다섯 번이었다.

## 가족
- 증조부 : 문하시중(贈門下侍中) 우천석(禹天錫)
  - 조부 : 밀직부사(密直副使) 우팽(禹伻)
    - 아버지 : 판밀직사사(判密直司事) 우복생(禹福生)
      - 아들 : 우양선(禹良善)
      - 아들 : 우양수(禹良壽)